# Старово (Старобисловское сельское поселение)
Старово — деревня в Калязинском районе Тверской области. Входит в состав Старобисловского сельского поселения.

## География
Находится в юго-восточной части Тверской области на расстоянии приблизительно 28 км на юго-восток по прямой от районного центра города Калязин на правом берегу речки Сабля.

## История
Была отмечена на карте 1825 года. В 1859 году здесь (тогда деревня Калязинского уезда Тверской губернии) было учтено 7 дворов, в 1978 — 20.

## Население
Численность населения: 80 человек (1859 год), 17 (русские 100 %) в 2002 году, 8 в 2010.